# 1874 год в литературе

## Книги
- «Захудалый род» — роман Николая Лескова.[1]
- «Таинственный остров» — роман Жюля Верна.
- «Трудовой хлеб» — пьеса Александра Островского.
- «Чужие деньги» (L’Argent des Autres) — детективный роман Эмиля Габорио.

## Родились
- 25 января — Уильям Сомерсет Моэм, английский писатель (умер в 1965).
- 3 февраля — Гертруда Стайн, американская писательница (умерла в 1946).
- 20 февраля — Николай Николаевич Брешко-Брешковский, русский писатель, журналист, художественный критик (умер в 1943).
- 8 марта — Габриэль Скотт, норвежский писатель и поэт.
- 16 апреля — Герберт Адамс, английский писатель (умер в 1958).
- 21 мая – Уго Бернаскони, итальянский писатель-сатирик (умер в 1960).
- 29 мая — Гилберт Кийт Честертон, английский писатель (умер в 1936).
- 17 июня — Руфино Бланко Фомбона, венесуэльский писатель, шесть раз был номинирован на Нобелевскую премию по литературе (умер в 1944).
- 9 октября — Николай Константинович Рерих, русский художник, философ, учёный, писатель, путешественник, общественный деятель (умер в 1947).
- 30 ноября — Люси Мод Монтгомери, канадская писательница, известная по книгам об Энн Ширли.

## Умерли
- 19 мая — Богдан Йеллинек, чешский поэт и писатель (родился в 1851).
- 19 июня — Жюль Габриель Жанен, французский писатель, критик и журналист (родился в 1804).
- 22 июля — Луис Эгилас, испанский писатель и драматург (род. в 1830).
- 5 октября
- 10 ноября — Жюль-Антуан Ташеро, французский писатель, публицист (род. в 1801).
- 1 декабря — Андре Ван Хасселт, бельгийский поэт и прозаик (род. в 1806).

— Брайан Уоллер Проктер, английский поэт и драматург писавший под псевдонимом «Барри Корнуолл» (родился в 1787).
— Энн Марш-Колдуэлл, английская писательница Викторианского периода (род. в 1791).